# 细青皮
细青皮（学名：Altingia excelsa）为金缕梅科蕈树属下的一个种。

## 扩展阅读
- 維基物種上的相關：细青皮